# Skābputra
La skābputra è una zuppa fredda a base di panna acida. Fa parte della cucina lettone.

## Storia
Le prime fonti che attestano l'esistenza del skābputra risalgono al XVII secolo, quando lo scrittore tedesco Rozin Lentilijs osservò che la pietanza veniva spesso preparata e mangiata tra i contadini di Kurzeme.

## Ingredienti
Gli ingredienti principali per la preparazione della pasta frolla sono:
- Semola d'orzo
- Acqua
- Latte acido
- Panna acida